# Nikolaos Deligiannis (pallanuotista)
Nikolaos Deligiannis (in greco Νικόλαος Δεληγιάννης?; Atene, 3 settembre 1976) è un allenatore di pallanuoto ed ex pallanuotista greco, di ruolo portiere e tecnico dell'Apollon Smyrnis.

## Biografia
È sposato con la pallanuotista Angeliki Karapataki, medaglia d'argento ai Giochi di Atene del 2004. È stato per anni il portiere titolare dell'Olympiakos, squadra con cui si impose sia in Grecia sia in Europa.

## Palmarès

### Club
- Campionato greco: 12

Olympiakos: 2002, 2003, 2004, 2005, 2007, 2008, 2009, 2010, 2011, 2013, 2014, 2015
- Coppa di Grecia: 12

Olympiakos: 2002, 2003, 2004, 2006, 2007, 2008, 2009, 2010, 2011, 2013, 2014, 2015
- Coppa dei Campioni/Eurolega: 2

Olympiakos: 2001-02
- Supercoppa LEN: 1

Olympiakos: 2002

### Nazionale
- Mondiali

Montreal 2005: 
- World League

Long Beach 2004: